# NGC 50
NGC 50은 고래자리에 있는 렌즈형 은하이다.

## 같이 보기
- NGC 1 ~ 999 목록
- 타원은하